# Syren
Pour les articles homonymes, voir Syren (homonymie).
Syren (luxembourgeois : Siren) est une section de la commune luxembourgeoise de Weiler-la-Tour située dans le canton de Luxembourg.
Syren est l'endroit où la Syre prend sa source, laquelle se jette dans la Moselle à Mertert.